# Luca Ferro
Luca Ferro (ur. 28 sierpnia 1978 w Savonie) – włoski piłkarz grający na pozycji bramkarza. 
W swojej karierze rozegrał 57 spotkań w pierwszej lidze szwajcarskiej.